# Сент-Андре (парафія, Нью-Брансвік)
Сент-Андре (англ. Saint-André) — парафія в Канаді, у провінції Нью-Брансвік, у складі графства Мадаваска.

## Населення
За даними перепису 2016 року, парафія нараховувала 1129 осіб, показавши скорочення на 0,4%, порівняно з 2011-м роком. Середня густина населення становила 8,8 осіб/км².
З офіційних мов обидвома одночасно володіли 775 жителів, тільки англійською — 40, тільки французькою — 260.
Працездатне населення становило 61,3% усього населення, рівень безробіття — 8,1% (4,8% серед чоловіків та 12,2% серед жінок). 84,7% осіб були найманими працівниками, а 14,4% — самозайнятими.
Середній дохід на особу становив $35 116 (медіана $30 528), при цьому для чоловіків — $42 220, а для жінок $26 736 (медіани — $37 709 та $24 128 відповідно).
29,8% мешканців мали закінчену шкільну освіту, не мали закінченої шкільної освіти — 35,9%, 33,7% мали післяшкільну освіту, з яких 23% мали диплом бакалавра, або вищий.
| Статево-вікова структура населення | Статево-вікова структура населення | Статево-вікова структура населення | Статево-вікова структура населення | Статево-вікова структура населення |
| ---------------------------------- | ---------------------------------- | ---------------------------------- | ---------------------------------- | ---------------------------------- |
|                                    |                                    |                                    |                                    |                                    |
| Всього                             | Всього                             | 51,8%48,2%                         |                                    |                                    |
| 0 — 14 років                       | 0 — 14 років                       |                                    | 16,9%                              | 16,9%                              |
| 15 — 64 років                      | 15 — 64 років                      |                                    | 66,7%                              | 66,7%                              |
| 65 і більше                        | 65 і більше                        |                                    | 16,4%                              | 16,4%                              |
| 85 і більше                        | 85 і більше                        |                                    | 3,6%                               | 3,6%                               |
| 100 і більше                       | 100 і більше                       |                                    | 0,4%                               | 0,4%                               |
| Середній вік (років)               | Середній вік (років)               | 41,344,9                           | 43,0                               | 43,0                               |
| Медіана (років)                    | Медіана (років)                    | 43,047,5                           | 45,2                               | 45,2                               |
| — чоловіки — жінки                 |                                    |                                    |                                    |                                    |

| Походження мешканців:     | Походження мешканців:     | Походження мешканців: | Походження мешканців: | Походження мешканців: |
| ------------------------- | ------------------------- | --------------------- | --------------------- | --------------------- |
| Походження                |                           |                       | осіб                  | %                     |
| Корінні американці        | Корінні американці        |                       | 20                    | 1.86%                 |
| Інше північноамериканське | Інше північноамериканське |                       | 930                   | 86.51%                |
| Європейське               | Європейське               |                       | 345                   | 32.09%                |
| британське                | британське                |                       | 55                    | 5.12%                 |
| французьке                | французьке                |                       | 335                   | 31.16%                |

| Зайнятість населення за галузями (за класифікацією NOC): | Зайнятість населення за галузями (за класифікацією NOC): | Зайнятість населення за галузями (за класифікацією NOC): | Зайнятість населення за галузями (за класифікацією NOC): | Зайнятість населення за галузями (за класифікацією NOC): |
| -------------------------------------------------------- | -------------------------------------------------------- | -------------------------------------------------------- | -------------------------------------------------------- | -------------------------------------------------------- |
|                                                          |                                                          |                                                          |                                                          |                                                          |
| Управління                                               | Управління                                               |                                                          | 13,6%                                                    | 13,6%                                                    |
| Бізнес, фінанси та адміністрування                       | Бізнес, фінанси та адміністрування                       |                                                          | 12,7%                                                    | 12,7%                                                    |
| Природничі та прикладні науки                            | Природничі та прикладні науки                            |                                                          | 3,6%                                                     | 3,6%                                                     |
| Охорона здоров'я                                         | Охорона здоров'я                                         |                                                          | 6,4%                                                     | 6,4%                                                     |
| Освіта, правозахист, муніципальні та урядові служби      | Освіта, правозахист, муніципальні та урядові служби      |                                                          | 8,2%                                                     | 8,2%                                                     |
| Роздрібна торгівля та послуги                            | Роздрібна торгівля та послуги                            |                                                          | 18,2%                                                    | 18,2%                                                    |
| Гуртова торгівля, транспорт та обладнання                | Гуртова торгівля, транспорт та обладнання                |                                                          | 20%                                                      | 20%                                                      |
| Природні ресурси, сільське господарство                  | Природні ресурси, сільське господарство                  |                                                          | 7,3%                                                     | 7,3%                                                     |
| Виробництво                                              | Виробництво                                              |                                                          | 10,9%                                                    | 10,9%                                                    |

## Клімат
Середня річна температура становить 3°C, середня максимальна – 21,8°C, а середня мінімальна – -21,1°C. Середня річна кількість опадів – 1 070 мм.
| Клімат поселення                              | Клімат поселення | Клімат поселення | Клімат поселення | Клімат поселення | Клімат поселення | Клімат поселення | Клімат поселення | Клімат поселення | Клімат поселення | Клімат поселення | Клімат поселення | Клімат поселення | Клімат поселення |
| Показник                                      | Січ.             | Лют.             | Бер.             | Квіт.            | Трав.            | Черв.            | Лип.             | Серп.            | Вер.             | Жовт.            | Лист.            | Груд.            |                  |
| Середній максимум, °C                         | −7,39            | −5,72            | 1,14             | 8,42             | 16,23            | 21,62            | 21,82            | 21,00            | 15,64            | 9,70             | 3,42             | −5,22            |                  |
| Середня температура, °C                       | −14,22           | −12,58           | −5,69            | 1,60             | 9,39             | 14,76            | 17,80            | 17,00            | 11,63            | 5,69             | −0,59            | −9,23            |                  |
| Середній мінімум, °C                          | −21,06           | −19,42           | −12,54           | −5,24            | 2,56             | 7,94             | 13,80            | 12,98            | 7,62             | 1,69             | −4,6             | −13,24           |                  |
| Норма опадів, мм                              | 85               | 64               | 71               | 70               | 85               | 98               | 117              | 105              | 97               | 94               | 95               | 89               |                  |
| Середньомісячна швидкість вітру, м/с          | 3.90             | 4.00             | 4.20             | 4.00             | 3.77             | 3.40             | 3.09             | 3.00             | 3.30             | 3.69             | 3.82             | 3.90             |                  |
| Середньомісячна сонячна радіація, кДж/м²·день | 5073             | 8444             | 12312            | 15919            | 18499            | 20220            | 19622            | 17255            | 12629            | 7720             | 4571             | 3852             |                  |
| --------------------------------------------- | ---------------- | ---------------- | ---------------- | ---------------- | ---------------- | ---------------- | ---------------- | ---------------- | ---------------- | ---------------- | ---------------- | ---------------- | ---------------- |
| Джерело:                                      |                  |                  |                  |                  |                  |                  |                  |                  |                  |                  |                  |                  |                  |